# Biebertal
Biebertal is een gemeente in de Duitse deelstaat Hessen, en maakt deel uit van de Landkreis Gießen.
Biebertal telt 10.055 inwoners.

## Plaatsen in de gemeente Biebertal
- Fellingshausen
- Frankenbach
- Königsberg
- Krumbach
- Rodheim-Bieber
- Vetzberg

Allendorf (Lumda) ·
Biebertal ·
Buseck ·
Fernwald ·
Gießen ·
Grünberg ·
Heuchelheim ·
Hungen ·
Langgöns ·
Laubach ·
Lich ·
Linden ·
Lollar ·
Pohlheim ·
Rabenau ·
Reiskirchen ·
Staufenberg ·
Wettenberg